# Memramcook-Est
Memramcook-Est est un quartier du village de Memramcook, au Nouveau-Brunswick. Il a été un district de services locaux depuis le 9 novembre 1966, avant d'être fusionné à d'autres, le 8 mai 1995, pour former le nouveau village de Memramcook.